# روکستون (تگزاس)
روکستون، تگزاس (به انگلیسی: Roxton, Texas) یک شهر در ایالات متحده آمریکا با جمعیت ۶۹۴ نفر است که در تگزاس واقع شده‌است.

## موقعیت جغرافیایی
موقعیت جغرافیایی شهرها و مناطق اطراف به شرح زیر است: